# Pagibete jezik
Pagibete jezik (ISO 639-3: pae; apagibete, apagibeti, apakabeti, apakibeti, pagabete), jezik naroda Apakabeti (Apagibete) iz Demokratske Republike Kongo, kojim govori oko 28 000 ljudi (2000 SIL) u provinciji Equateur. Ima tri dijalekta momveda (6 000), oko Ngakpoa na rijeci Dua, mongbapele (4 500) duž ceste južno od Businga i ndundusana (gezon, egezon, egezo, egejo) na sjeveru Bumba teritorija.
Pagibete pripada u sjeverozapadne bantu jezike u zoni C, i jedan je od osam jezika podskupine ngombe (C.50). Većina pripadnika etničke grupe zna govoriti i lingala [lin], a oko 30% je poženjeno za pripadnike etničke grupe Ngombe ili Ngbandi [ngb] pa ili razumiju ili govore taj jezik.
Neki pripadnici naroda Ebale služe se ovim jezikom u trgovini. Pismo: latinica.

## Vanjske poveznice
- Ethnologue (14th)
- Ethnologue (15th)